# 相鉄6000系電車
相鉄6000系電車（そうてつ6000けいでんしゃ）は、1961年（昭和36年）から相模鉄道が導入した通勤形電車である。
1961年から1970年（昭和45年）まで製造された「6000系」と、1970年から1974年（昭和49年）まで製造された「新6000系」に大別され、前者と後者では車体の形態や電装品が大きく異なっている。一般的に相鉄6000系といった場合、狭義には前者のみを示すが広義には両者を包摂するため、本項では前者を示す場合は特に「旧6000系」と表記する。
また、本項では特にここの編成について記述する必要がある場合、編成中の横浜方の先頭車のモハ6000形もしくはクハ6700形の車両番号を指して、「○○F」（Formation = 編成）と称して各編成を表すことにする（相鉄では6707×8のように横浜方の先頭車の番号×編成内の車両数で編成を表すことが公式とされる）。

## 概要
1955年（昭和30年）12月、相鉄から自社開発の高性能電車である初代5000系がデビュー。当時の最新技術を取り込んだ画期的な車両であり、旧型車両が主流の相鉄に華を添えて活躍した。しかし、朝鮮戦争以後の高度経済成長において人口の増加・沿線の開発が急速に進み、18m長の中型クラスだった5000系は輸送力の課題が焦点となる。5000系は当初2両編成のみだったが、後に中間車が新造されて4両編成も登場する。先頭・中間車を含めて全20両が日立製作所で製造された。
輸送力の向上は相鉄として最大の課題だった。5000系は全車両が電動車でさらにMM'ユニット構成であり、2両編成と連結運用のみ対応した。当時日本の鉄道界に登場した「湘南型」という正面が大型2枚窓タイプの先頭部分は貫通扉の設置が不可能であり、2編成以上連結すると車両内の行き交いが出来ない欠点があった。これらを改善するために、1両単位で編成を組むことが可能な新系列を新造する。すでに相鉄では国鉄63系電車と同等の3000系を運用していたため、大型車両が導入出来る環境は整っており、20m長・両開き4扉車として輸送力の増大に備えた6000系が誕生する。この6000系は実用性に優れる新しい高性能車として開発されており、相鉄を代表する車両として旧型車両を全て置き換え、横浜駅周辺の開発と共に相鉄の躍進に大きく貢献した。

## 6000系（旧6000系）

### 概要
1961年（昭和36年）から1970年（昭和45年）に渡り、全120両が製造された。初期コスト・保守コストを当時の旅客輸送量に見合う様として最適化の設計とされ、車体・各種機器ともに気動車に通ずる合理性を追求した構造が特長であり、最短2両編成から1両単位で増備が可能である。後述する新6000系と比べ、車体幅や走行機器類は大きく異なるが両者の併結運転は可能であり、後述のように新6000系の編成に連結する車両も存在した。

### 車体
相鉄の自社開発車両では初めて20m長の大型車体、片側4つの両開き扉を新採用した。車体は直線を基調としており、先頭車中央部に貫通扉が新たに設置され、編成中間に組み込んだ際も通り抜けが可能となった。側窓は5000系と同じく窓の配置が前後で非対称になっており、先頭車はd1D2D2D2D1、中間車は2D2D2D2D1（d：乗務員扉、D：客用扉）と、関東地区の鉄道事業者では唯一となる窓配置になった。
材質は普通鋼製で、登場時の車体の色は5000系と同じ紺色系の塗装に塗り分けられた。貫通扉の塗り分けは最初の8編成とそれ以降とで若干の違いがある。1973年（昭和48年）に緑色系の塗装に変更されている。全車両が非冷房だったものの、1979年（昭和54年）から冷房装置搭載工事を行い、1986年（昭和61年）までに全車完了した。屋根上に搭載された冷房装置の形式は日立FTUR-550で、能力は40000kcal/h。

#### モハ6021

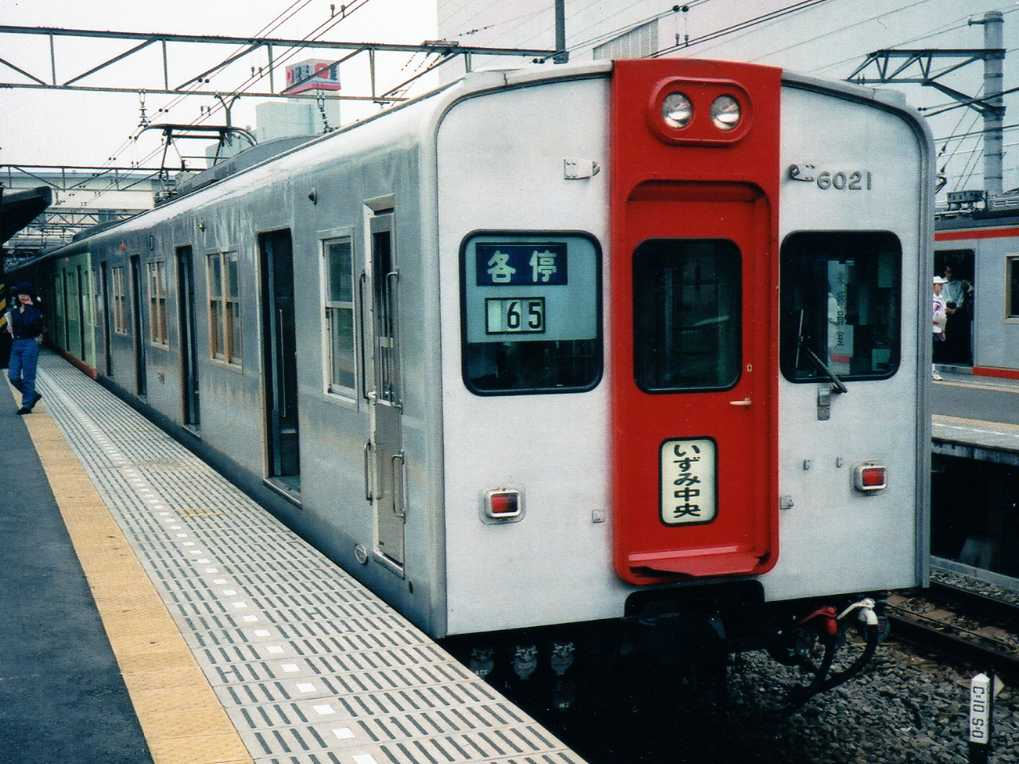
1967年7月に日立製作所から登場した
相鉄初のアルミ車体試作車・モハ6021（1994年10月8日、二俣川駅にて撮影）

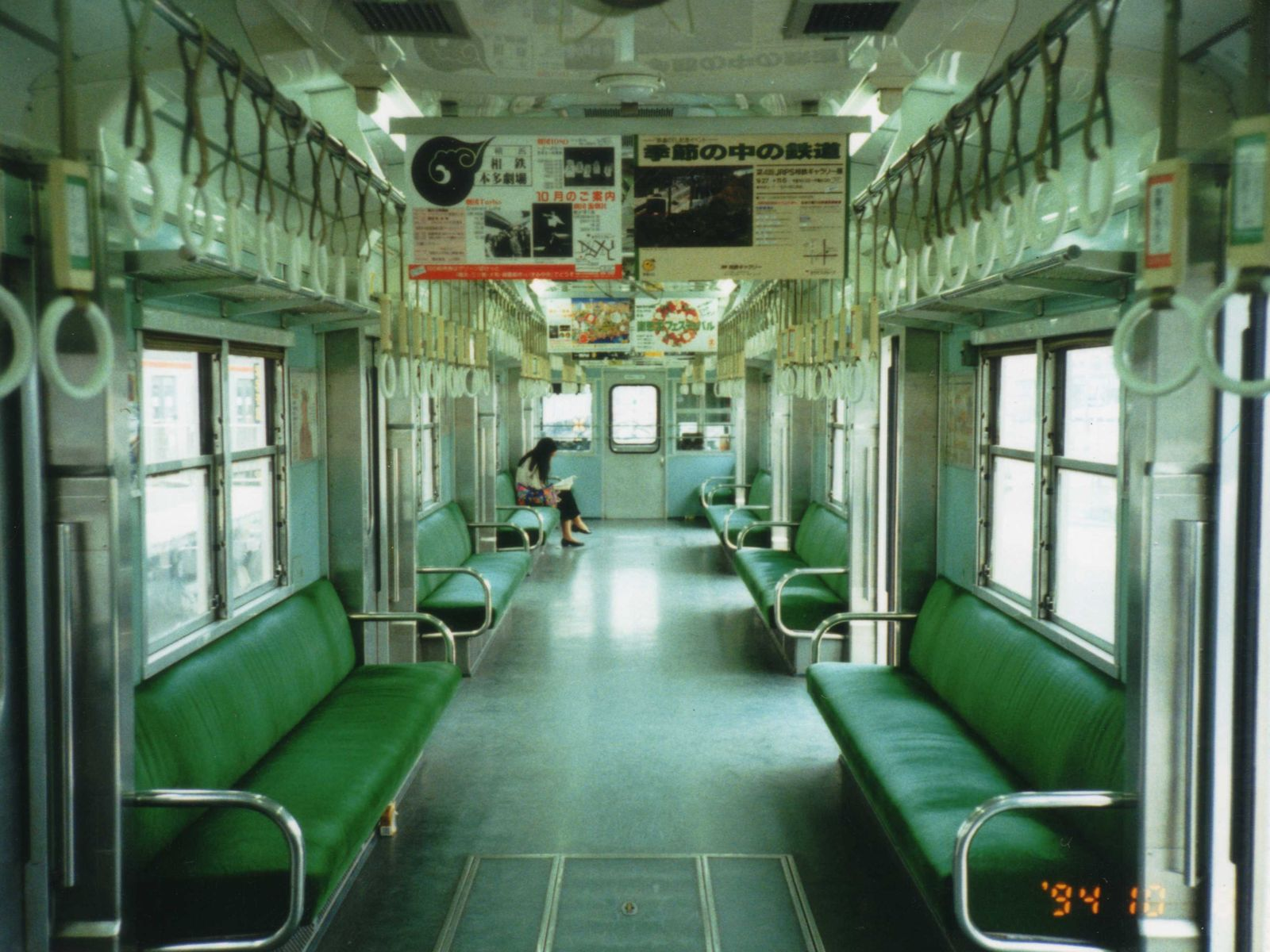
モハ6021の車内
ドアの左右には空調ダクトがある
（同日撮影）

日立製作所からモハ6000形の先頭車として、1967年（昭和42年）7月に相鉄では初となるアルミニウム合金車体試作車のモハ6021が登場した。6000形のアルミ車体は唯一この1両だけを製造しており、横浜方先頭車として他の普通鋼製車両と連結されて運用を開始する。このモハ6021を基礎にして後の2100系・5000系・7000系がアルミ製の車体で製造された。車体重量は軽量性に優れるアルミ素材を用いた結果、普通鋼製のモハ6000形に比べて約4.5tの軽量化実現に成功する。塗装はアルミ地を活かしたクリア色にしているが、正面のヘッドライトと貫通扉部分にアクセントを加えて、縦一直線に赤色を塗装した。銀色のみでは風景と同化し易いため、目立つ色を配置して車両接近時における視覚伝達の機能を兼ね備えたデザインとする。
屋根上のベンチレーターも6000系で搭載されたガーランド型とは異なり、モハ6021ではグローブ型が採用されている。また後年の冷房装置搭載改造の際にも、7000系電車で試験的に設置されていたヒートポンプ式の冷暖房装置が移設されるなど、画期的な車両であった。なお7000系で試用された際は頭上の吹き出し口から温風が出ていたが、モハ6021へ移設した際は温風を座席下へダクトで送り込む方式に改造され、試行していた。晩年はサハ6621と併せて新6000系へ組み込まれ、旧6000系としては最後に廃車されている（「#廃車とその後」も参照）。

### 車内設備
全ての座席にロングシートを採用し、生地の色は緑色（登場時は紺色）である。車内は薄い青緑の寒色系でまとめられた。天井には扇風機が備え付けられている。客用ドアは相鉄では初の両開き扉を採用して輸送力の増大に備えており、1車両につき片側4つの扉を設置した。

### 走行設備
5000系は動力車2両を1組として、いわゆるMM'ユニット方式を採用して各種機器を2両に分けて搭載することで軽量化を実現した。しかし一方で、この方式は動力車の数が増えて保守の増大を招き、編成内での車両数の調整も2両単位でしか行えないなどの問題点が露呈していた。本系列では5000系以前の車両設計に立ち返り、動力車1両で運転に必要な各種機器を搭載し、モーターを搭載しない付随車を組み込む設計に変更した。しかし、導入最終段階では再びMM'ユニット方式の採用を模索しており、モハ6100形の最後の車両であるモハ6144とモハ6145はユニット試作車として落成し、大容量CPをモハ6144だけに搭載し2両分を賄うなど、後の新6000系に繋がる研究も行われた。ただしこの2両はどちらにも主制御器を搭載するため、厳密なMM'ユニット方式とはいえない所もある。
主電動機は日立HS-514系を採用し、1-15次車まではHS-514-ArbおよびHS-514-Crb、ユニット試作車であるモハ6144-モハ6145はHS-514-Drbである。5000系に搭載していたものの2倍の出力となった結果、動力車の数を減らしても性能を維持することに成功した。抵抗制御であり、主制御器は日立製作所製のMMC-HT-10系（直列10段、並列7段、弱め界磁5段）である。ブレーキ装置は5000系と同様、応答性に優れる電磁直通弁式電磁直通ブレーキで、応荷重制御機構を設けて乗車率の違いによりブレーキの強弱を制御出来る仕様となっている。5000系に搭載されていた発電ブレーキは採用されなかった。
車軸への動力伝達方式は、初代5000系に続き直角カルダン駆動方式が採用された。台車はいずれも枕ばねに空気ばねを採用し、車体支持方式はサハ6625を除いて揺れ枕式で電動台車がKH34,KH43,KH59、付随台車がKH34A,KH43A,KH60の各形式を採用したが、サハ6625はインダイレクトマウント式のKH-72を装備した。軸箱支持装置はいずれも軸箱左右に突き出す翼形の金具を取り付け、それぞれにコイルばねを乗せて側枠からの荷重を支える形状のウィングばね式であった。基礎ブレーキ装置は踏面ブレーキを採用したKH34とKH34A以外はディスクブレーキを採用し、ブレーキローターが車輪の外側に装着されている。通常ではブレーキローターは車輪内側に装着されるが、当時の1,067mm軌間用の電動台車ではバックゲージが充分ではなく、外付けにせざるを得ないためであった。以後相鉄において直角カルダン車はこのタイプの台車を採用することになる。
ブレーキやドアの開閉に使う圧縮空気を作り出す空気圧縮機 (CP) は動力車であるモハ6000形と、モハ6145を除くモハ6100形に搭載し、非ユニット車はC-1000形（定格吐出量1120l/min）、ユニット試作車であるモハ6144はHB2000形（定格吐出量2130l/min）を採用した。車内照明などの電源用として小型電動発電機 (MG) もモハ6000形とモハ6100形に搭載するなど、動力車に各種機器を積み込むことで柔軟な運用を可能していたが、前述の冷房化に伴い電源用として東洋電機製造製の大容量MGをクハ6500形とサハ6600形に搭載し、動力車の小型MGは撤去された。なお、編成を組んだときに必要量が満たされている場合ではMG,CPともに該当形式であっても搭載しなかった車両もあり、またMGやCPの形式も様々であることと相まってバラエティに富んでいた。

### 保安装置
登場当初は搭載していなかったが、1968年（昭和43年）に瀬谷駅構内で発生した貨物列車との衝突事故を教訓として、自動列車停止装置（ATS）が設置されている。

### 形式
本系列では各車両の果たす役割によって番台が区分されている。
モハ6000形
横浜向きの運転台を持つ制御電動車で6001から6025まで全25両が製造された。モハ6021のみアルミ車体。主電動機の他に電動空気圧縮機 (CP) と電動発電機 (MG) を搭載していたが、冷房化の際にMGは撤去されている。
モハ6100形
運転台を持たない中間電動車で6101から6145まで全45両が製造された。当初はCP・MGを搭載していたが、モハ6000形と同じく冷房化の際にMGを撤去する。
クハ6500形
海老名向きの運転台を持つ制御車で6501から6525の全25両が製造された。登場当初は搭載機器が無く、冷房化の際に大容量MGを搭載した車両が多いものの、一部例外もあった。
サハ6600形
中間付随車で6601から6625まで全25両が製造された。冷房化の際に大容量MGを搭載した車両が多いものの、一部例外もあった。

### 編成例
各車についているアルファベット記号の意味は以下のとおり。
- M … 走行用モーターを有する車両、いわゆる電動車。
- T … 走行用モーターのない車両、いわゆる付随車、Trailer。
- c … 運転台のある車両

- CONT … 走行用モーターの制御装置（抵抗器）
- MG … 電動発電機 (Motor-generator)
- CP … 電動空気圧縮機 (compressor)
- PT … 集電装置 (Pantograph)

下の図では全ての当該車両に機器を搭載しているが、実際にはMGとCPは編成全体で需給が満たされた場合は未搭載とした車両も多い。
|          | ← 横浜海老名 →   |          |
| 号車     | 1                | 2        |
| 形式     | モハ6000         | クハ6500 |
| 記号     | Mc               | Tc       |
| 搭載機器 | CONT, PT, MG, CP |          |

|          | ← 横浜海老名・いずみ中央 → |          |              |          |              |          |              |          |
| 号車     | 1                          | 2        | 3            | 4        | 5            | 6        | 7            | 8        |
| 形式     | モハ6000                   | サハ6600 | モハ6100     | クハ6500 | モハ6000     | サハ6600 | モハ6100     | クハ6500 |
| 記号     | Mc                         | T        | M            | Tc       | Mc           | T        | M            | Tc       |
| 搭載機器 | Cont, PT, CP               | MG       | CONT, PT, CP | MG       | CONT, PT, CP | MG       | CONT, PT, CP | MG       |

|          | ← 横浜海老名・いずみ中央 → |          |              |           |              |              |              |          |
| 号車     | 1                          | 2        | 3            | 4         | 5            | 6            | 7            | 8        |
| 形式     | モハ6000                   | サハ6600 | モハ6100     | ※クハ6500 | モハ6000     | モハ6100     | モハ6100     | クハ6500 |
| 記号     | Mc                         | T        | M            | ※Tc       | Mc           | M            | M            | Tc       |
| 搭載機器 | Cont, PT, CP               | MG       | CONT, PT, CP | MG        | CONT, PT, CP | CONT, PT, CP | CONT, PT, CP | MG       |

※のクハ6500形 (Tc) は編成によってはサハ6600形 (T) になる。8両編成には大きく分けて上記の2パターンがある。
|          | ← 横浜海老名・いずみ中央 → |          |              |          |              |          |              |          |              |          |
| 号車     | 1                          | 2        | 3            | 4        | 5            | 6        | 7            | 8        | 9            | 10       |
| 形式     | モハ6000                   | サハ6600 | モハ6000     | サハ6600 | モハ6100     | クハ6500 | モハ6000     | サハ6600 | モハ6100     | クハ6500 |
| 記号     | Mc                         | T        | Mc           | T        | M            | Tc       | Mc           | T        | M            | Tc       |
| 搭載機器 | CONT, PT, CP               | MG       | Cont, PT, CP | MG       | CONT, PT, CP | MG       | CONT, PT, CP | MG       | CONT, PT, CP | MG       |

### 更新工事
- 車体
  - ヘッドライトを1灯からシールドビーム2灯化に変更する。
  - 冷房装置の搭載。初期車両は東急車輛製造にて車体更新工事も行われたが、後期車は東横車両の出張工事により、冷房改造のみ行われている。
  - 車両前面に運用番号の表示機器を新設、列車種別表示器を前面と側面に新設。
  - 側面扉をステンレス製に交換（6021の客室扉は除く）。
- 塗装
  - 緑色系の塗装に変更（6021は除く）。
- 車内
  - 一部の車両の連結面に貫通扉を設置。
  - 側面扉前の滑り止め付き鉄板床を、滑り止め付きリノリウム床に張り替え。
  - 1990年代にドアステッカーが、既存の丸型のタイプから「ドアーにご注意ください」のタイプに変更された。

### 廃車とその後
1992年（平成4年）以降、車体・機器類の老朽化により8000系および9000系への置き換えによる廃車が開始され、1997年（平成9年）5月をもって運用を終了した。運用期間は35年7か月間で、相鉄の車両として当時の最長期間を記録し、最適化設計の妥当性を実証した。
廃車後はほとんどの車両が解体処分されたが、トップナンバーのモハ6001とアルミ車体試作車のモハ6021の2両がかしわ台車両センターで静態保存されている。特にアルミ試作車のモハ6021はその後、アルミ素材を用いての車体軽量化を図る礎となったほか、特徴的な正面貫通扉の赤色系の塗装も後継車両に受け継がれていった。

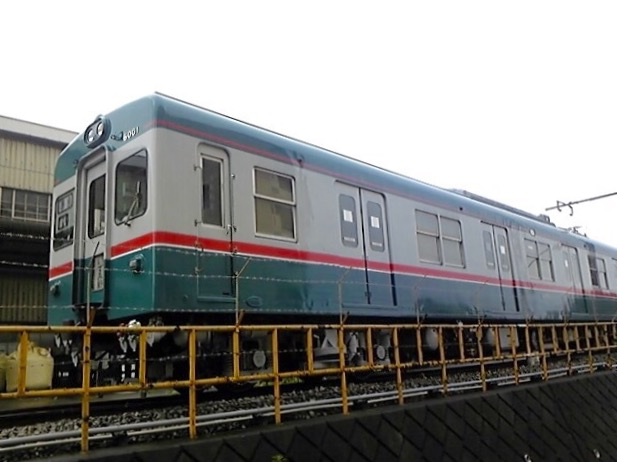
旧塗装化されたモハ6001（2009年6月22日、かしわ台車両センター付近にて撮影）
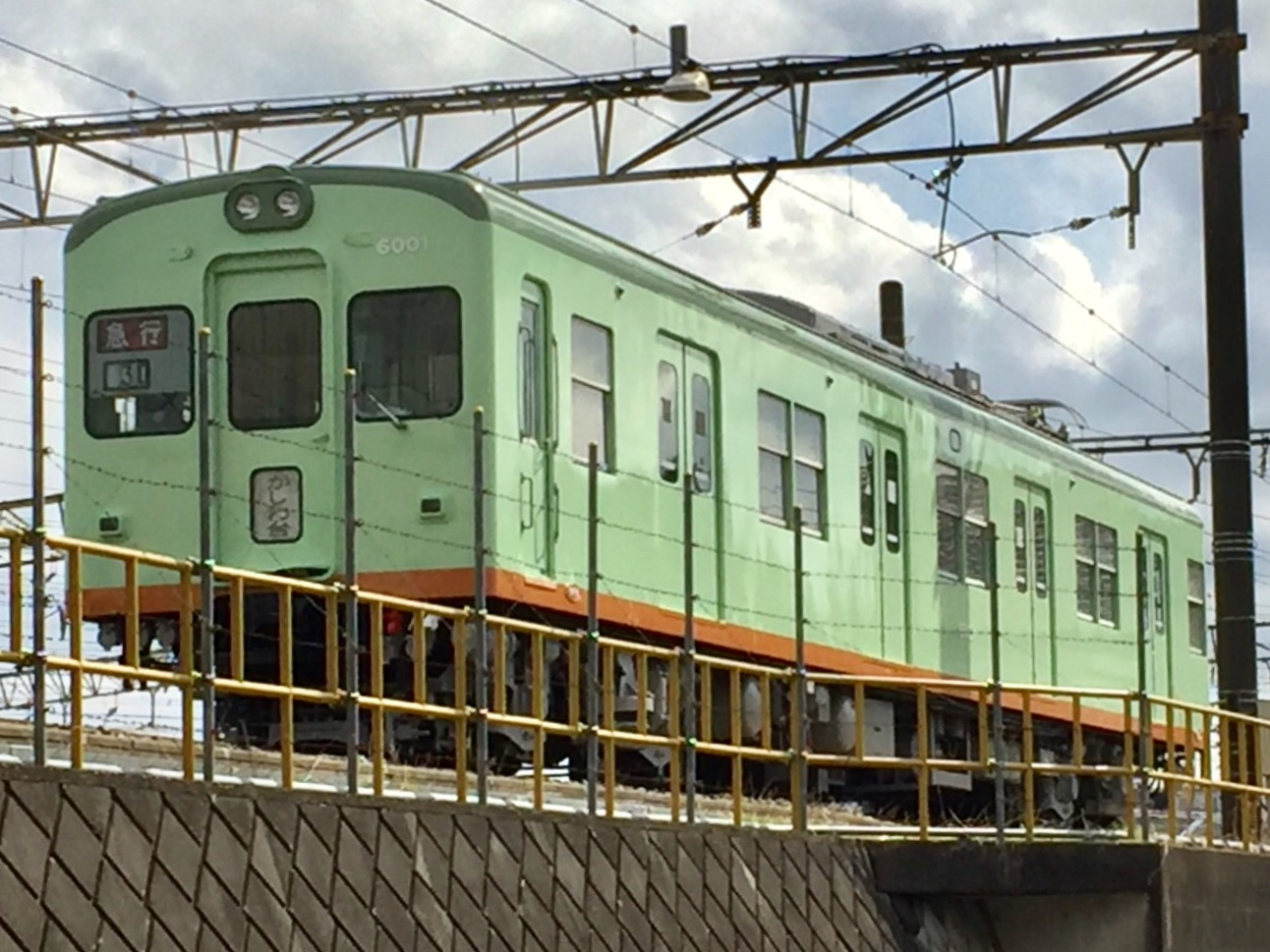
元の塗装に戻されたモハ6001（2018年3月11日、同じく同センター付近にて撮影）
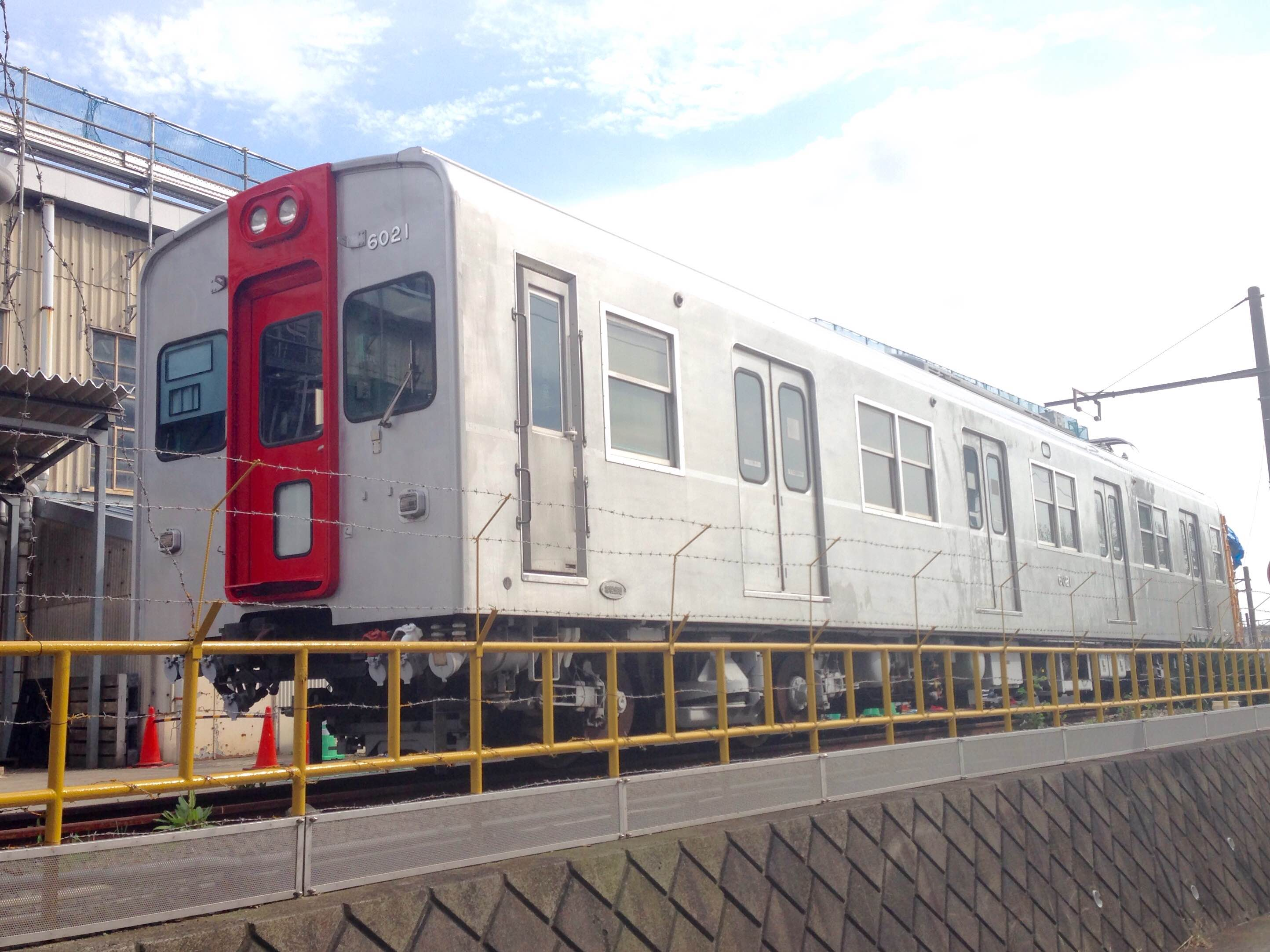
アルミ車体試作車・モハ6021（2016年4月9日、同じく同センター付近にて撮影）

### 付記
- 1993年（平成5年）に廃車となったクハ6502の編成は、一部部品の撤去後もしばらくは厚木駅構内の相鉄電留線に留置されていたが、前面方向幕の窓部分には当時の相模鉄道社員が「惜別」というステッカーを製作し、前面の行先表示器に表記された。
- 2007年（平成19年）9月には、同年12月に相模鉄道が会社創立90周年を迎えたのと併せ、かしわ台車両センターに保存されている6001号車の旧塗装化と6021号車の車体再塗装が行われた。ちなみに、旧塗装が復刻された6001号車の貫通扉は、6009号車以降の塗り分けに準じている。その後2018年（平成30年）3月に、6001号車が元の若草色塗装に戻された。
- 8000系を増備していた頃、3010系に続いて6000系のVVVF化改造が検討されていた。しかし、9000系の代替新造と8000系の増備を継続することで中止されている。

## 新6000系

### 概要
旧6000系の使用実績を元にモデルチェンジした車両で、1970年（昭和45年）から1974年（昭和49年）まで全70両が製造された。6000系グループの16次製造分以降に当たるが、車体や走行機器類が大きく変更されたため、新6000系と呼ばれる。
相鉄では本系列製造中に初代5000系電車や2000系電車といった鋼製車体の旧型車両を、軽量なアルミ車体に載せ替える改造を同じ地元・横浜にある東急車輌製造で行い、その結果アルミ車体の優位性が確認されたこともあり、本系列は70両で製造を終え、その後は本系列と同等の設備を有するアルミ車体である7000系の製造に切り替えた。

### 車体
普通鋼製の20m長で、両開き4扉タイプの通勤型である。車体幅が旧6000系よりも広く取られ、私鉄電車では西武鉄道の車両と並んで当時日本最大級の2,930mm幅とされた。本系列は車体下部を絞った「裾絞り」デザインで、曲線走行時の車両限界に対応している。正面は種別表示器と運行番号表示器が最初から作り付けになっており、上部に出来るだけ大きくして並べるという、同時期に登場した自社の2100系と共通のレイアウトで、後の5100系や7000系にも採用されている。また、運転台はエルゴノミクス・デザインの観点から配置・設計が見直されている。中間車両側面の窓配置も一般的な左右対称に改めた。
相鉄最初の冷房車は本系列であり、1971年（昭和46年）7月に4両の試作車が登場。同年増備車は非冷房で登場したが、翌年の増備からは量産冷房車となり、非冷房車も1979年（昭和54年）までに冷房改造された。搭載する冷房装置は、試作車にはやや能力の低い30000kcal/hのものも搭載されたが、量産冷房車には旧6000系同様の日立製FTUR-550で能力は40000kcal/hが採用され、その後はこの冷房装置が標準型となり各車両に搭載される。換気用のベンチレーターは基本的に「ガーランド型」であるが、非冷房で登場した初期の先頭車両は、これに加えて「押し込み型」を一つずつ搭載しており、冷房改造後もそのまま残された。また集電装置（パンタグラフ）は、電動車である海老名方の屋根上に設置する。

### 車内設備
座席は全てロングシート式である。内装の配色には製造された年代によって異なっており、初期は緑系（壁面・座席とも緑、ただし座席は当初紺色）、量産型冷房車を境に後期はオレンジ系（座席オレンジ、壁面白大理石柄）の2種類がある。オレンジ系の内装色はその後の相鉄車両に引き継がれた。晩年は緑系の内装にもかかわらず、オレンジ色のシートモケットに張り替えた車両も存在した。同時期（1972年）に登場した5100系にはパワーウィンドウが採用されたが、本系列は窓の開閉に関して全車両が手動式である。

### 走行設備
電装品は、当時建設中のいずみ野線の規格に対応した高加速度設計になっている。主電動機は日立HS-515-Arbを採用し、定格出力は130kWに増強された。ただし、定格回転数は1,300rpm、最弱め界磁率は20%のままである。歯車比も旧6000系の49:9 (5.44) からより高速走行向きの49:10 (4.90) に変更されている。主制御器はMMC-HT-20B1型（直列14段、並列11段、弱め界磁5段）である。なお、ブレーキ方式は旧6000系と同じく電磁直通弁式電磁直通空気ブレーキであるため、両者の併結運転は可能であった。台車は、電動車には旧6000系から引き続いて揺れ枕式空気ばね台車のKH-59Bを採用したが、付随車には旧6000系サハ6625において試用されていた機種であるインダイレクトマウント式空気ばね台車のKH-72Aを本格的に採用した。
電動車は5000系で採用したMM'ユニット方式を再び採用、番台区分は新たに6300番台とされ、2両1組で各種機器を分散して搭載する。車内照明などの電源には当初小型の静止型インバータ (SIV) を搭載したが、冷房装置を搭載するにあたり電源用の大容量MGに換装されてSIVは撤去された。なお、MGを搭載しない旧6000系の電動車（モハ6000形、モハ6100形）との連結を考慮して一部のクハ6500形にもMGを搭載している。製造メーカーは日立と東洋電機製造であり、出力は140kVAである。CPは旧6000系のモハ6144で採用された機種である日本エアブレーキ（現在のナブテスコ）製のHB2000形である。

### 形式
モハ6300形
中間電動車として6301から6334まで全34両が製造された。6301と6302のように奇数番号と偶数番号でユニットを組み、奇数番号車両に2両分8台のモーターを制御する制御装置、偶数番号車両にSIV、CPを搭載する。SIVは冷房化に合わせ大容量MGに換装。
クハ6500形
海老名方の制御車として6526から6543まで全18両が製造された。旧6000形の連番である。一部車両にMGを搭載。
クハ6700形
横浜方の制御車として6701から6718まで、全18両が製造されている。

### 編成例
各車両についているアルファベット記号の意味は旧6000系に準ずる。
- SIV … 静止型インバーター

|          | ← 横浜海老名・いずみ野 → |          |          |          |                  |          |
| 号車     | 1                        | 2        | 3        | 4        | 5                | 6        |
| 形式     | クハ6700                 | モハ6300 | モハ6300 | クハ6500 | モハ6100 ★       | クハ6500 |
| 記号     | Tc2                      | M1       | M2       | Tc1      | M                | Tc1      |
| 搭載機器 |                          | CONT, PT | SIV, CP  |          | CONT, PT, MG, CP |          |

★の車両は旧6000系、1編成当たりの車両を増やす過渡期にはこのように新旧混ぜた編成が見られた。
|          | ← 横浜海老名・湘南台 → |          |            |          |          |          |            |          |
| 号車     | 1                      | 2        | 3          | 4        | 5        | 6        | 7          | 8        |
| 形式     | クハ6700               | モハ6300 | モハ6300   | クハ6500 | クハ6700 | モハ6300 | モハ6300   | クハ6500 |
| 記号     | Tc2                    | M1       | M2         | Tc1      | Tc2      | M1       | M2         | Tc1      |
| 搭載機器 |                        | CONT,PT  | PT, MG, CP |          |          | CONT,PT  | PT, MG, CP |          |

|          | ← 横浜海老名・湘南台 → |            |              |            |          |          |            |          |
| 号車     | 1                      | 2          | 3            | 4          | 5        | 6        | 7          | 8        |
| 形式     | クハ6700               | モハ6145 ★ | モハ6144 ★   | クハ6500 ● | クハ6700 | モハ6300 | モハ6300   | クハ6500 |
| 記号     | Tc2                    | M          | M            | Tc1        | Tc2      | M1       | M2         | Tc1      |
| 搭載機器 |                        | CONT,PT    | CONT, PT, CP | MG         |          | CONT,PT  | PT, MG, CP |          |

後者は旧6000系を含んでおり、★の車両が旧6000系のユニット試作車である。この2両はMGを搭載しないため、●のクハ6500形（新6000系）は例外的にMGを搭載し電気を供給した。

### 塗装・車体装飾

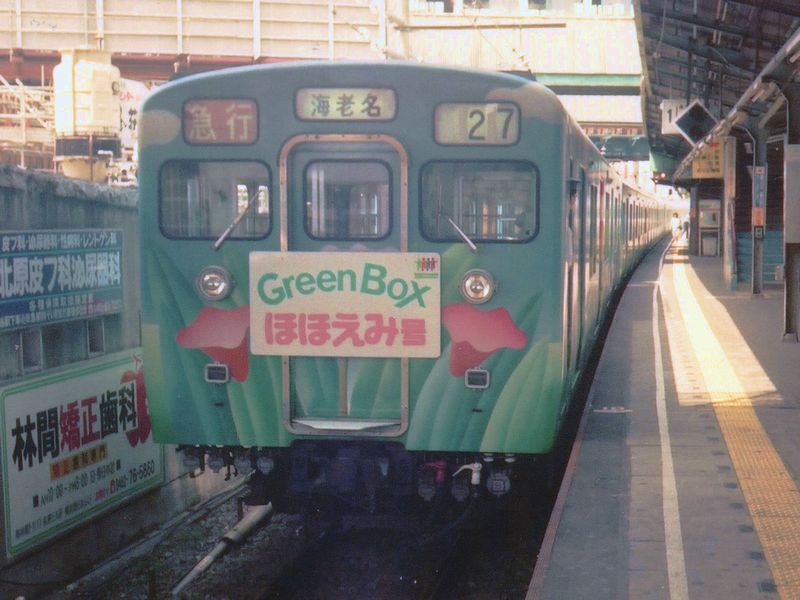
「ほほえみ号」
（地上駅時代の大和駅にて撮影）

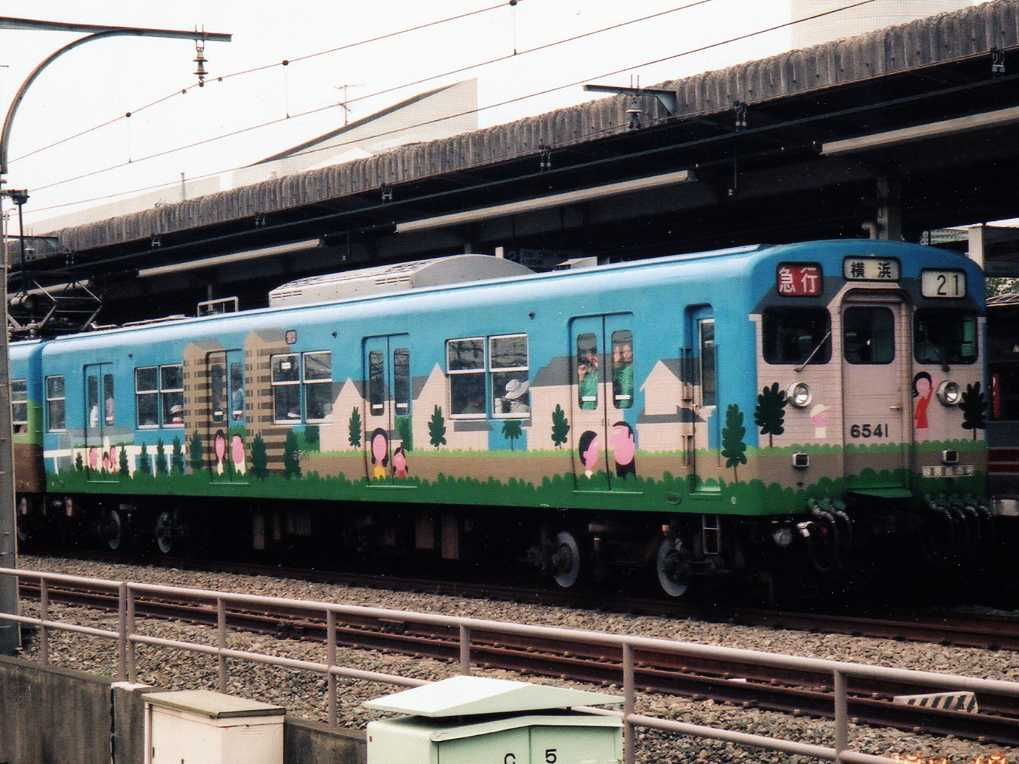
「緑園都市号」
（海老名駅にて撮影）

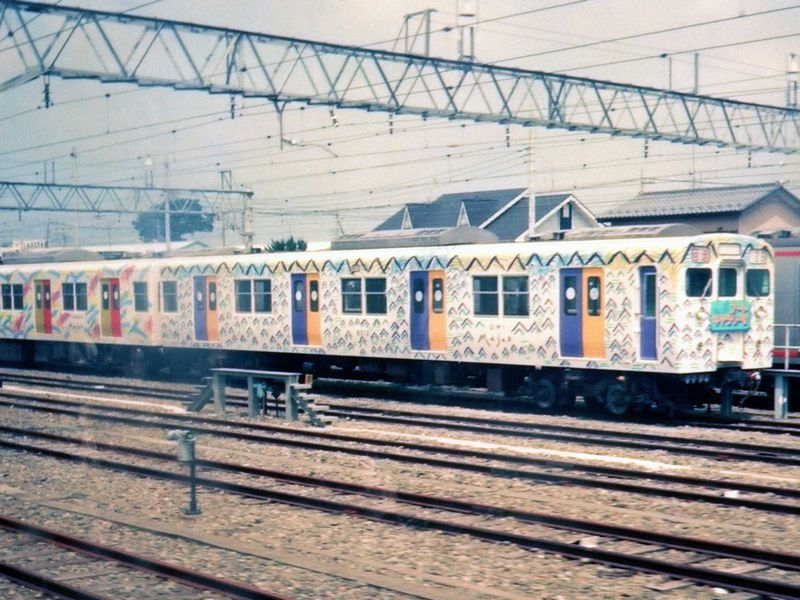
「アートギャラリー号」
（相模大塚駅にて撮影）

本系列のみの特徴として、多くの全面塗装車や特別塗装車が存在していたことが挙げられる。
- 旧標準色
  - 5000系より採用された塗装は本系でも採用され、最終増備車であるモハ6329〜6334（この6両は後述の新標準色で竣工）を除きこの塗装で竣工した。
  - 1974年1月より新標準色への変更が始まり、1977年6月にモハ6308と旧6000系モハ6132の塗装が変更され消滅した。
- 試験塗装車・新標準色
  - 横浜駅西口の相鉄ジョイナス開業を機としたイメージアップ活動の一環として考案されたもの。デザインは同一のカラーパターンを緑系統 (6710F) と黄系統 (6708F) の2種類を製作、黄系統の裾部は薄緑色であった。なお新6000系編成を使用したが、実際にはどちらの編成にも旧6000系中間車（緑系統はモハ6143、黄系統はモハ6141）が含まれていた。
  - 社内投票で緑系統を採用することが決定し、順次旧6000系や3010系にも波及した。一方で不採用となった黄系統試験塗装車についても緑系統へ変更され、1978年（昭和53年）12月にクハ6705とモハ6305の塗装が変更され、旧塗装が消滅した。
- GreenBox号
  - 車内広告を貸し切ることのできる列車として、本系列に特製のヘッドマークを掲げて運用された。当初は通常の新標準色の編成が充てられたが、一時、後述のほほえみ号編成に変更、その後新7000系に変更となった。
- ほほえみ号
  - 横浜駅乗り入れ50周年を記念して1983年12月10日より運行を開始したペイント車両[3] (6718F) 、イラストデザインは久里洋二による「いずみ野線沿線の緑と自然」である。
  - 当初計画では2年程度の運行予定であったが好評のため継続。GreenBox号に使用されていたこともある。1991年9月29日まで運行され[3]その後標準色へ戻された。
- 緑園都市号
  - 緑園都市の住宅開発におけるイメージアップのため、1987年3月21日より運行を開始したペイント車両 (6717F) 、イラストデザインは柳原良平による「横浜八景」である。クリア塗装でコーティングし、経年劣化を防いだ。
- アートギャラリー号
  - 利用客に気軽に芸術を楽しんで貰う趣向で作品の車内展示をするなどの目的から1989年3月19日より運行を開始したペイント車両 (6713F)[3] 、イラストデザインは池田満寿夫による「楽園シンフォニー」[注 12]である。編成一両ごとに海・魚・雲・鳥・花・川・樹・人のモチーフをそれぞれあしらい全体で海と空と大地と人間が奏でる楽園シンフォニーの世界が表現され、車両内外ともに芸術性に富んだ内容とした[4]。緑園都市号同様、クリアラッカーでコーティングされた。
  - 末期は主に「相鉄ギャラリー」と連動した展示が行われていた。
- 旧塗装復活編成
  - 会社創立85周年記念行事の一環にとして、前述の旧標準色を再現し、2002年12月18日より運行を開始した（6707F） [3]。

### 更新工事

#### 車体
- 冷房装置の搭載。
- 側面扉の交換（1971年以前の車両のみ。交換前は窓ガラスがHゴム式であった）
- 1990年代にドアステッカーが既存の丸型タイプから現在使用中の「ドアーにご注意ください」のタイプに変更[注 13]されている。

#### 塗装
- 緑色系の塗装に変更

### 廃車とその後
1997年（平成9年）3月に旧6000系モハ6144･モハ6145を組み込んだ編成が初の廃車となり、以後も8000系・9000系・10000系の増備で代替が進められた。末期は8両編成4本が各駅停車を中心に運用されていたが、2003年（平成15年）8月23日のダイヤ改正を前に全車両が運用を離脱した。最後まで残った4本は旧塗装復活編成、緑園都市号、アートギャラリー号、新標準色という、全ての編成が異なる塗装であった。
最後の営業運転は同年11月2日のさよなら運転となった。当日は「緑園都市号」と「旧塗装復活編成」が用いられ、普段乗ることが出来ない厚木線直通列車として、横浜駅 - 厚木操車場で緑園都市号を使用した臨時列車が運行。またいずみ野線では二俣川駅 - 湘南台駅間でどちらの編成も使用（午前・午後で振り替え）した数往復のノンストップ臨時列車が運行され、特に後者は乗車券を持っていれば普通に乗車出来た。その後は両編成ともに厚木操車場に休車扱いで留置されていたが、2004年（平成16年）12月に廃車・除籍となった。これにより、相鉄の営業用車両から鋼製車体を持つ車両が消滅した。
最後まで残った32両は同時期に廃車となった2100系とともに無償譲渡先を募り、1両丸ごと保存する場合は輸送費の一部を相鉄が負担する好条件で引き取り手を捜していたことが特筆される。しかし取引は成立せず、結局本系列は全車が解体された。一方で2100系は引き取り手が見つかり、一部車両のカットボディが個人宅で静態保存されている。